# Eschlkam

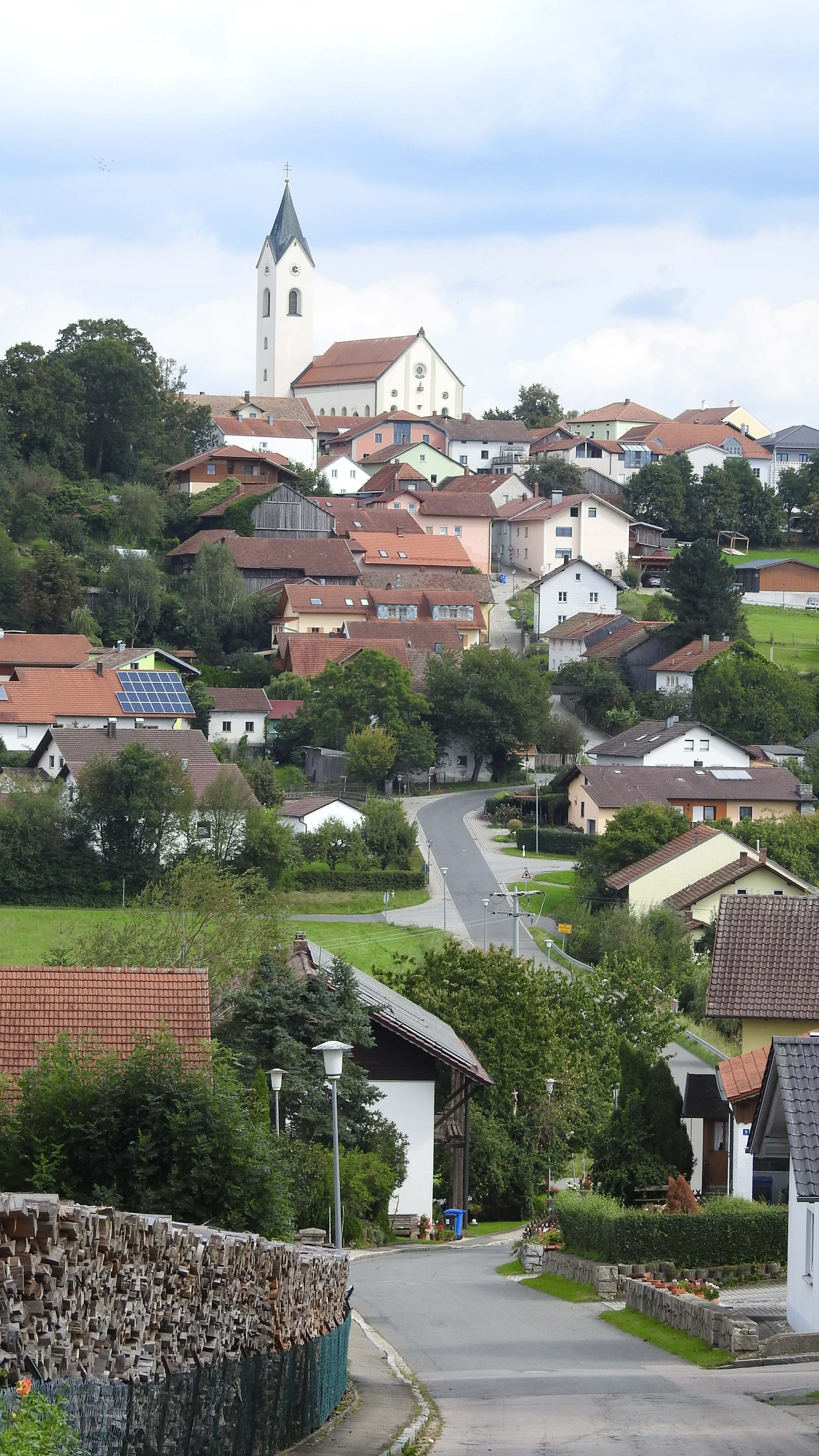
Eschlkam von Westen

Eschlkam ist ein Markt im Oberpfälzer Landkreis Cham. Sie liegt am Fluss Chamb im Bayerischen Wald nahe der tschechischen Grenze.

## Geografie

### Lage
Der Hauptort Eschlkam liegt am Fluss Chamb im Bayerischen Wald. Das Gemeindegebiet grenzt im Westen an die Stadt Furth im Wald, im Süden an die Gemeinde Rimbach und im Südosten an den Markt Neukirchen beim Heiligen Blut (alle Landkreis Cham). Im Norden grenzt Eschlkam an die tschechische Minderstadt Všeruby.

### Gemeindegliederung
Es gibt 24 Gemeindeteile (in Klammern ist der Siedlungstyp angegeben):
- Aignhof (Weiler)
- Bäckermühle (Einöde)
- Eschlkam (Hauptort)
- Gaishof (Dorf)
- Großaign (Kirchdorf)
- Haselmühle (Einöde)
- Heuhofermühle (Einöde)
- Jakobsmühle (Einöde)
- Kleinaign (Dorf)
- Kuchlshof (Einöde)
- Leming (Kirchdorf)
- Multererhof (Einöde)
- Neuaign (Dorf)
- Oberdörfl (Weiler)
- Oberfaustern (Weiler)
- Penzenmühle (Einöde)
- Pflaumermühle (Einöde)
- Ritzenried (Dorf)
- Schachten (Kirchdorf)
- Schwarzenberg (Kirchdorf)
- Seugenhof (Dorf)
- Stachesried (Kirchdorf)
- Unterfaustern (Weiler)
- Warzenried (Kirchdorf)

Es existieren die Gemarkungen Eschlkam, Großaign, Kleinaign, Schwarzenberg, Stachesried und Warzenried. Bei der Gemarkung Warzenried liegt nur der Gemarkungsteil 0 auf dem Gebiet der Gemeinde Eschlkam, der Gemarkungsteil 1 liegt im Gemeindegebiet von Neukirchen beim Heiligen Blut.

## Geschichte
Erstmals urkundlich erwähnt wurde Eschlkam ca. 1180 in den Traditionsbüchern von Kloster Reichenbach als Eskilkambe. Der Ortsname war ein Flurname und bedeute entweder ‚bei den Eschen am Chamb‘ oder ‚bei den Speierlingen am Chamb‘. Die Siedlung beschränkte sich im Mittelalter auf den befestigten Mittelpunkt des Winkels hinter dem Hohen Bogen.
Die Markgrafen von Cham errichteten eine Wehranlage und gründeten einen Markt, der regen Handel mit Böhmen betrieb.
Im Laufe der Jahrzehnte wurde Eschlkam mehrmals zerstört. Nicht verschont blieb Eschlkam von Hussiteneinfällen in der Zeit von 1420 bis 1434 und vom Schwedenkrieg im März 1634. Die Schweden legten unter anderem das Pflegerschloss in Schutt und Asche, das dann auch nicht mehr aufgebaut wurde. Von der Kirchenburg Eschlkam sind nur noch Reste vorhanden. Erhalten ist aber noch das Hofmarkschloss in Stachesried, das aus dem 17. Jahrhundert stammt.
Die Gemeinde Eschlkam entstand mit dem Bayerischen Gemeindeedikt von 1818. 
Die Grenze zwischen Bayern und Böhmen bestimmt wesentlich die Ortsgeschichte. Am 1. Juli 1990 wurde der Grenzübergang Eschlkam-Všeruby wieder eröffnet. Seit dem Fall des Eisernen Vorhanges ist Eschlkam sehr um nachbarschaftliche Kontakte zu den Gemeinden jenseits des Grenzbaums bemüht.

### Eingemeindungen
Im Zuge der Gebietsreform in Bayern wurde am 1. Januar 1972 die Gemeinde Schwarzenberg eingegliedert. Am 1. Mai 1978 kamen Großaign und Stachesried sowie ein Teil der ehemaligen Gemeinde Warzenried hinzu.

### Einwohnerentwicklung
Zwischen 1988 und 2018 sank die Einwohnerzahl von 3460 auf 3364 um 96 Einwohner bzw. um 2,8 %.

## Politik

### Marktgemeinderat
Die Wahl des Marktgemeinderats am 15. März 2020 führte bei einer Wahlbeteiligung von 73,32 % zu folgendem Ergebnis:
| Partei / Liste                            | Sitze |
| CSU/Freie Wählergemeinschaft              | 1     |
| Wählergemeinschaft Grenzlandliste         | 3     |
| Wählergemeinschaft Schwarzenberg          | 2     |
| Fortschrittliche Bürgervertretung         | 2     |
| Freie Bürgerinnen und Bürger Warzenried   | 3     |
| Parteifreie Wählerschaft                  | 1     |
| Gemeindeliste – für unsere Zukunft dahoam | 4     |

### Bürgermeister
Seit 1. Mai 2020 ist Florian Adam Erster Bürgermeister; er wurde bei der Bürgermeisterwahl 2020 am 15. März mit 78,6 % gewählt.

### Wappen
| Wappen von Eschlkam | Blasonierung: „Unter Schildhaupt mit den bayerischen Rauten in Rot ein goldener Kamm mit vier Zähnen.“ |
| Wappen von Eschlkam | Wappenbegründung: Das Wappenbild, der Kamm, ist falsch redend für den Ortsnamen, den man früher von Eselkamm ableitete; diese Schreibweise ist noch 1565 belegt. Das Wappen ist erstmals 1514 als Marktsiegel nachgewiesen. Alle älteren Siegel zeigen ebenso wie die Bürgermeistermedaille im 19. Jahrhundert den vierzahnigen Kamm, während der Kamm in Abbildungen des 16. Jahrhunderts und in der heraldischen Literatur viele Zähne hat. Die Feldfarbe wird überwiegend mit Rot, vereinzelt mit Blau angegeben. Die Rauten im Schildhaupt verweisen auf die Wittelsbacher als Ortsherren von Eschlkam seit 1204. Eschlkam war wirtschaftlicher Mittelpunkt und herzoglicher Gerichtssitz im Hohen-Bogen-Winkel und ist erstmals um 1269 als Markt belegt. Das Wappen ist aus dem Siegelbild abgeleitet. Dieses Wappen wird seit 1514 geführt. |

### Partnerschaften
- Die Gemeinde schloss nach der Grenzöffnung 1994 Partnerschaften mit seinen tschechischen Nachbargemeinden Kdyně und Všeruby.

## Öffentliche Einrichtungen

### Schulen

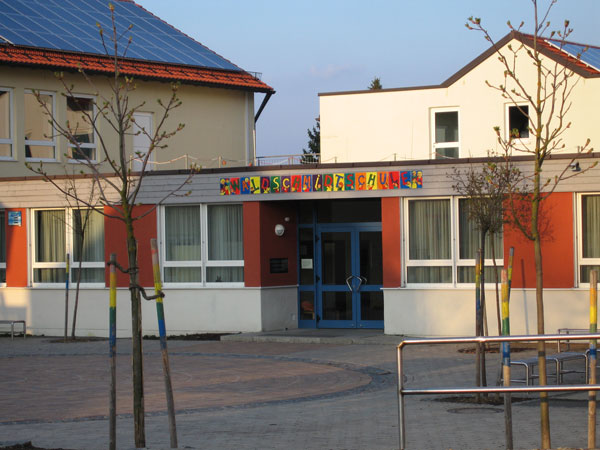
Waldschmidtschule in Eschlkam

- Waldschmidt-Grundschule Eschlkam[11]

### Bücherei
Der Markt hat zwei Gemeindebüchereien, in Eschlkam und Warzenried, wobei die Gemeindebücherei Eschlkam unter kirchlicher Trägerschaft die älteste Volksbücherei in Niederbayern und der Oberpfalz ist. Diese wurde 1888 von Maximilian Schmidt gegründet.
Die Bücherei mit einem Bestand von ca. 6000 Medien verfügt über ein EDV-gestütztes Ausleihsystem. Da sie ehrenamtlich betrieben wird, fließt jeder Euro in die Anschaffung von Medien.

### Badeweiher
Zwei Naturbadeseen (Großaign und Stachesried) stehen zur kostenlosen Nutzung zur Verfügung.

## Kultur und Sehenswürdigkeiten
- Kunstwanderweg „Grenzbegegnungen – Wege zwischen Ost und West“ auf dem Höhenzug „Leminger Höhe“ südöstlich von Eschlkam

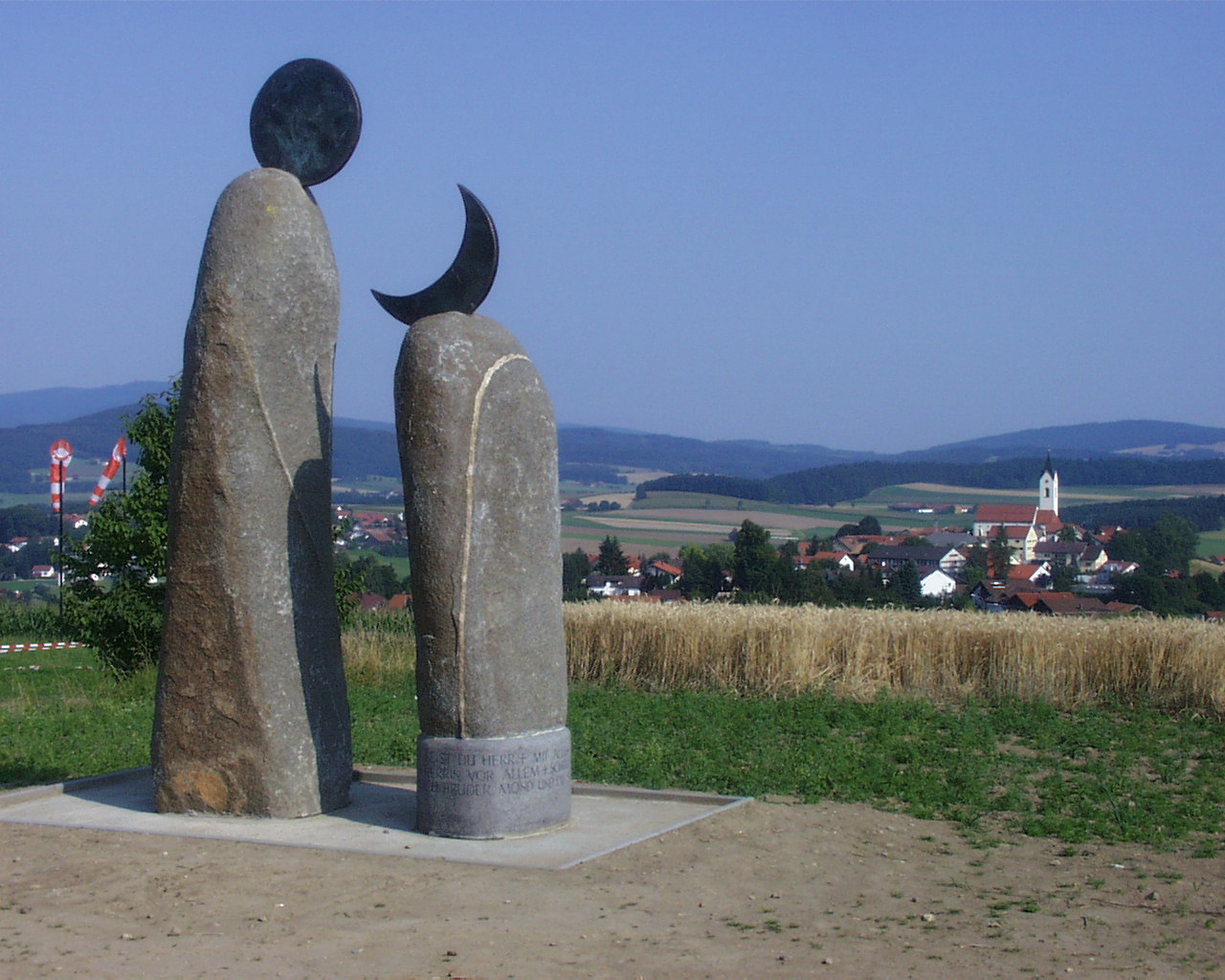
Bruder Mond und Schwester Sonne
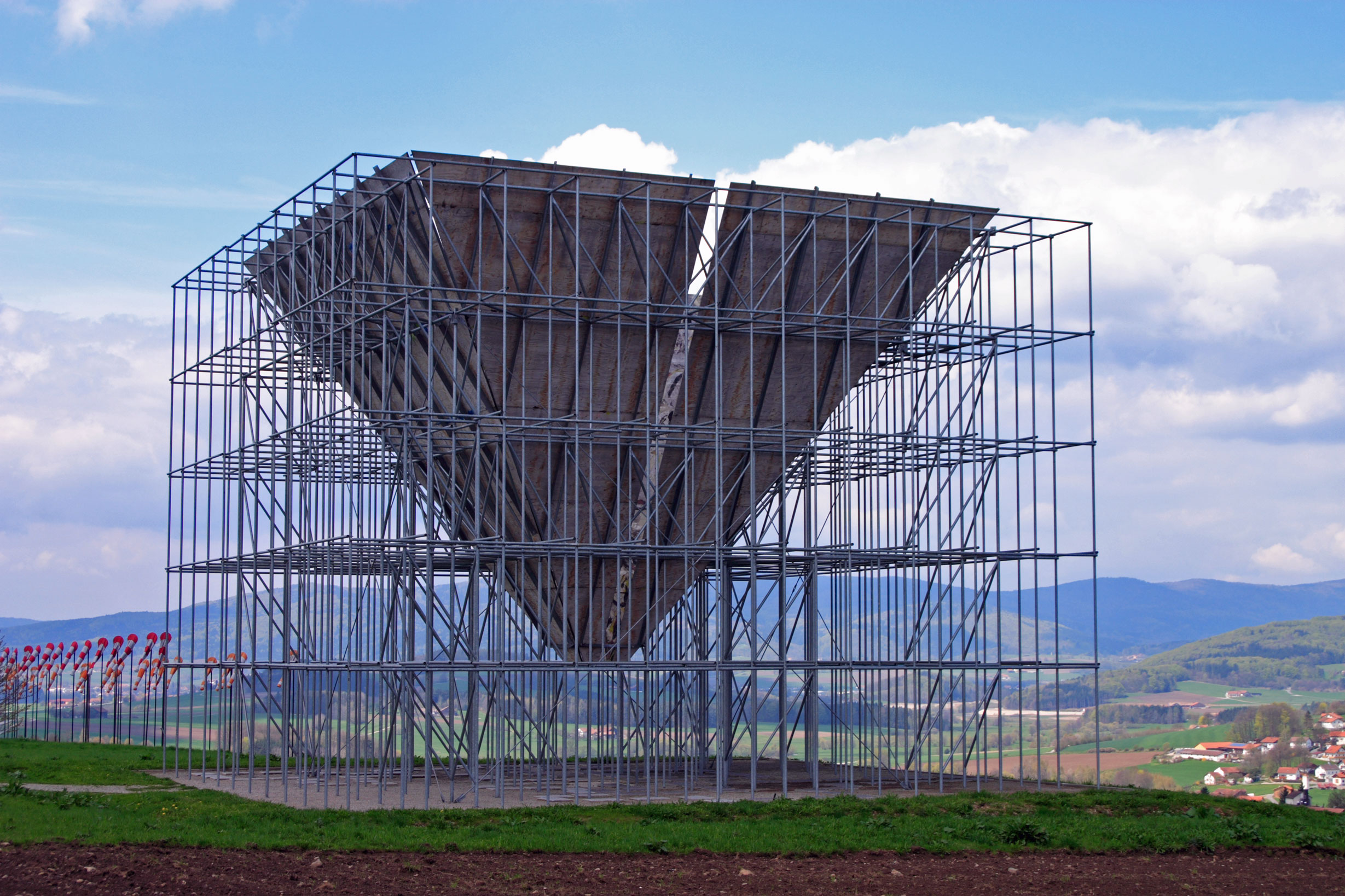
Haus Europa
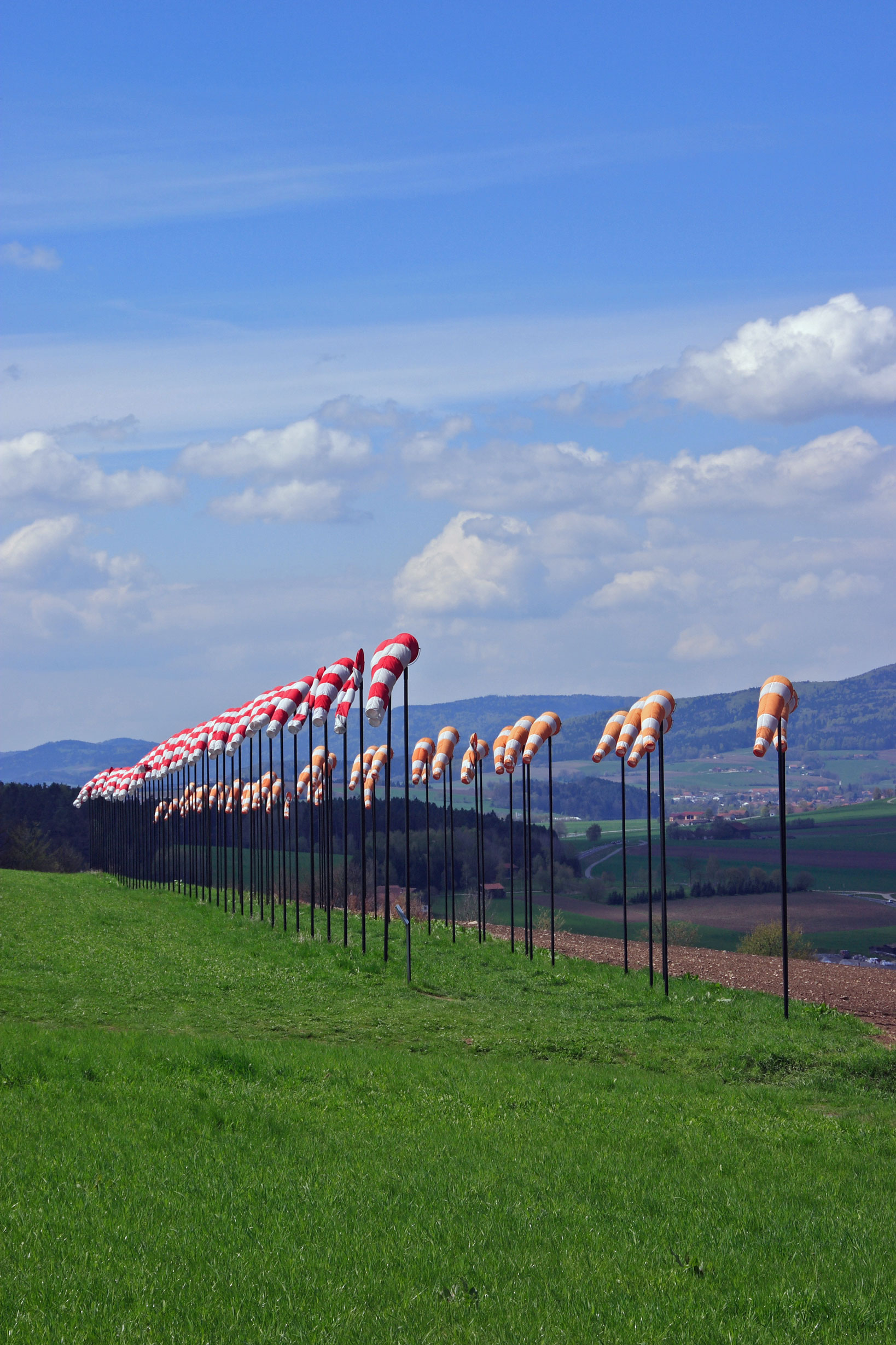
Wimpelreihen
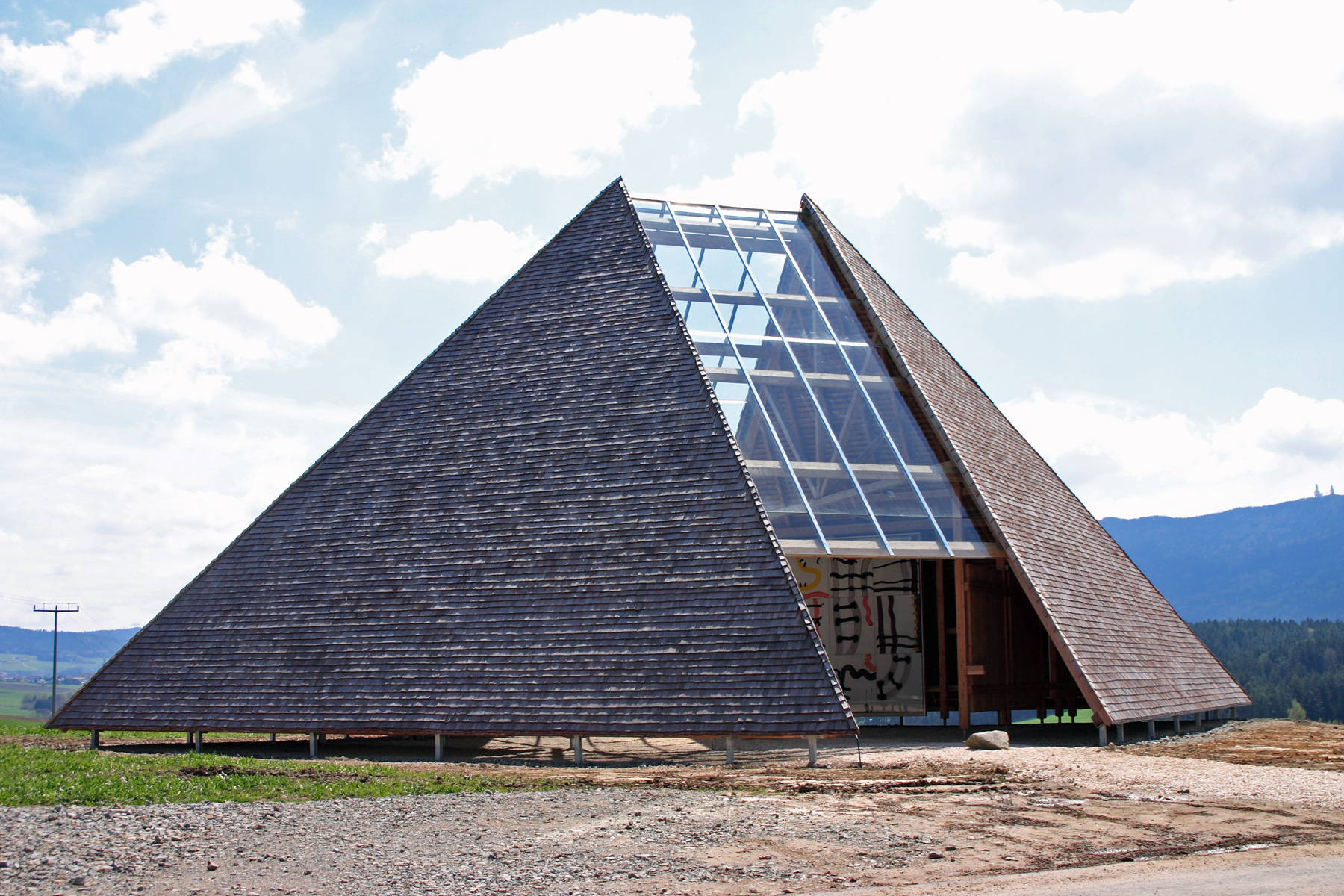
Kunstpavillon

Jakobsmuschel als Symbol der Pilger

- Beginn des ostbayerischen Jakobsweges, welcher ein Pilgerweg zum Grab des Apostels Jakobus in Santiago de Compostela in Spanien ist
- Schwirzadenkmal bei Schachten (Schwirza ist der örtliche Ausdruck im Dialekt für Schmuggler)
- Pfarrkirche St. Jakobus in Eschlkam (Kirchenburg Eschlkam)
- Waldschmidt-Ausstellung im Waldschmidthaus, Waldschmidtplatz 2, über Leben und Werk von Maximilian Schmidt, genannt Waldschmidt
- Schloss Stachesried
- Drachensee-Aussichtsturm auf der Kleinaigner Höhe östlich des Drachensees[12]

## Persönlichkeiten

### Ehrenbürger
- Pfarrer Pongratz
- Maximilian Schmidt genannt Waldschmidt (1832–1919)
- Walter Richter

### In Eschlkam geborene Persönlichkeiten
Folgende Personen wurden im heutigen Gemeindegebiet geboren:
- Joseph Wurm (1786–1866), römisch-katholischer Priester, Domkapitular im Erzbistum München und Freising, MdL Bayern
- Alois Bach (1809–1893), Maler
- Maximilian Schmidt genannt „Waldschmidt“ (1832–1919), Schriftsteller
- Joseph Kumpfmüller (1869–1949), Theologe und Bischof von Augsburg
- Hans-Michael Körner (* 1947), Historiker und Geschichtsdidaktiker